# Goal average
Le goal average (terme anglais, quotient de buts ou moyenne de buts quelquefois utilisés en français) est un terme employé en sport, pour départager des équipes à égalité de points, dans un championnat. Il s'agit du rapport entre le nombre de buts marqués et le nombre de buts encaissés ; le résultat est le quotient de buts. Les Britanniques utilisent indifféremment les termes « goal average » ou « goal ratio ». Ce dernier terme est plus approprié pour l'opération, d'où l'utilisation de « torquotient » en Allemagne, de « quoziente reti » en Italie. 
En France, mais aussi en Espagne (« promedio de goles »), ou au Portugal (« media de golos »), c'est la traduction littérale de « goal average » qui est utilisée[réf. nécessaire]. Néanmoins, pour être exact, le terme « moyenne » est inapproprié, puisque définit comme suit : « nombre indiquant le quotient d'une somme par le nombre de ses parties », ce qui n'est pas le cas pour cette règle.

## Utilisation en France
Dans tous les règlements de la Fédération française de football, il n'est question que de « goal average ». Dans les classements officiels de la fédération, les abréviations « GA » (« goal average ») ou « Quot. » (quotient) sont indifféremment employées.
Le « goal average » est institué lors de la création de la Division Nationale du Championnat de France professionnel en 1932. Ce système a l'avantage d'éviter le recours aux matchs d'appui entre des équipes ex æquo dans un classement à une place qui ne se partage pas (titre de champion, place de relégation). Il sera utilisé jusqu'à la saison 1964-1965. La saison suivante la différence de buts est mise en place, mais le goal average particulier reste le moyen de départager des clubs ex æquo au troisième niveau (après la différence de buts et le plus de buts marqués).
Lors de la création du Championnat National, compétition mise en place en 1970, pour faire la liaison entre les championnats amateur et professionnel, le goal average particulier (quotient des résultats des matchs entre clubs à égalité de point) est utilisé au deuxième niveau, après le nombre de points particulier (classement aux points des matchs joués entre clubs ex æquo).
Pour le championnat de France amateurs, le goal average est mise en place en 1939, après une succession de matchs d'appui lors de la saison précédente.

## Comparaison avec la différence de buts
Les deux façons de départager peuvent donner des résultats remarquablement différents. Prenons par exemple ces résultats :
|  | Équipe A | 3–0 | Équipe B |  |  |
|  |          |     |          |  |  |

|  | Équipe B | 6–0 | Équipe C |  |  |
|  |          |     |          |  |  |

|  | Équipe A | 0–1 | Équipe C |  |  |
|  |          |     |          |  |  |

Départagés par la moyenne de buts, l'équipe A remporterait le tournoi :
| Équipe   | Points | J | G | N | P | bp | bc | Moy.          |
| -------- | ------ | - | - | - | - | -- | -- | ------------- |
| Équipe A | 2      | 2 | 1 | 0 | 1 | 3  | 1  | 3 (=3/1)      |
| Équipe B | 2      | 2 | 1 | 0 | 1 | 6  | 3  | 2 (=6/3)      |
| Équipe C | 2      | 2 | 1 | 0 | 1 | 1  | 6  | 0,1667 (=1/6) |

Mais sous la différence de buts, c'est l'équipe B qui termine première :
| Équipe   | Points | J | G | N | P | bp | bc | Diff.     |
| -------- | ------ | - | - | - | - | -- | -- | --------- |
| Équipe B | 2      | 2 | 1 | 0 | 1 | 6  | 3  | +3 (=6-3) |
| Équipe A | 2      | 2 | 1 | 0 | 1 | 3  | 1  | +2 (=3-1) |
| Équipe C | 2      | 2 | 1 | 0 | 1 | 1  | 6  | -5 (=1-6) |

Match après match, les évolutions de l'indice réservent parfois des surprises. Les équipes qui ont marqué moins qu'elles ont encaissé, peuvent améliorer leur moyenne lors du classement suivant en cours de compétition avec un simple match nul. Par exemple, si après un certain nombre de matchs, une équipe a marqué 15 buts et concédé 30 buts (moyenne de 0,5) puis obtient un score nul 2-2 lors de la journée suivante, elle voit augmenter sa moyenne de buts (de 0,5 à 0,53).

Un cas extrême :
|  | Équipe A | 0–0 | Équipe B |  |  |
|  |          |     |          |  |  |

|  | Équipe B | 10–1 | Équipe C |  |  |
|  |          |      |          |  |  |

|  | Équipe A | 1–0 | Équipe C |  |  |
|  |          |     |          |  |  |

Sous la moyenne de buts, l'équipe A triompherait : n'ayant encaissé aucun but, 1 divisé par 0 est une expression mathématique sans valeur qui dans ce contexte doit être légitimement interprétée comme infinie:
| Équipe   | Points | J | G | N | P | bp | bc | Moy.                           |
| -------- | ------ | - | - | - | - | -- | -- | ------------------------------ |
| Équipe A | 3      | 2 | 1 | 1 | 0 | 1  | 0  | {\displaystyle \infty } (=1/0) |
| Équipe B | 3      | 2 | 1 | 1 | 0 | 10 | 1  | 10 (=10/1)                     |
| Équipe C | 0      | 2 | 0 | 0 | 2 | 1  | 11 | 0,091 (=1/11)                  |

Sous la différence de buts, l'équipe B triompherait:
| Équipe   | Points | J | G | N | P | bp | bc | Diff.       |
| -------- | ------ | - | - | - | - | -- | -- | ----------- |
| Équipe B | 3      | 2 | 1 | 1 | 0 | 10 | 1  | +9 (=10-1)  |
| Équipe A | 3      | 2 | 1 | 1 | 0 | 1  | 0  | +1 (=1-0)   |
| Équipe C | 0      | 2 | 0 | 0 | 2 | 1  | 11 | –10 (=1-11) |

### Abandon au profit de la différence de buts
Le système du goal average était généralement à l'avantage des équipes qui encaissaient le moins de buts. Il constituait une prime à la défense à une époque où il était plus facile de marquer et plus difficile relativement de garder sa cage inviolée. Ainsi une équipe qui avait marqué 70 buts et concédé 40 (différence de +30) avait une plus petite moyenne de buts (1,75) qu'une autre qui en avait marqué 41 et encaissé 20 (un total de buts nettement moins important, un différence de buts de +21 inférieure de neuf unités, mais une moyenne plus avantageuse de 2,05). En cas d'égalité de points cela donnait plus de chances à l'équipe possédant une meilleure défense d'être classée devant.
Mais l'organisation de plus en plus rigoureuse des équipes et l'évolution tactique privilégiant la solidité défensive et le jeu de contre (voir le succès du catenaccio dans les années 1960) ont entrainé une baisse significative du nombre de buts dans les matchs et donc remis en cause le système. Il devenait plus difficile de marquer et les matchs étaient moins spectaculaires. Le système de la différence de buts, beaucoup plus logique et équitable, s'est alors progressivement imposé pour remplacer la moyenne de buts. Ainsi, après une utilisation généralisée de la moyenne de buts pour les classements dans les groupes aux mondiaux de 1962 et 1966, la FIFA opte pour la différence de buts dès la Coupe du monde de 1970.

## Exemples réels

### Championnat d'Angleterre, 1989
Arsenal a gagné le championnat au nombre de buts inscrits en 1989, grâce à une ultime victoire 2-0 sur le terrain adverse de Liverpool, Anfield. Le second but du match fut inscrit par Michael Thomas dans les arrêts de jeu à la fin du match. Arsenal et Liverpool ont alors terminé le championnat à égalité de points et de différence de buts, mais Arsenal était devant au nombre de buts inscrits (73, contre 65 pour Liverpool). Si le championnat de la ligue d'Angleterre s'était décidé sur la moyenne de buts, Liverpool aurait gagné par 2,321 contre 2,028.

### Championnat d'Écosse, 1965 et 1986
En football écossais, les supporters des Hearts ont plus d'une raison de maudire ces règles de départage. En 1965, les Hearts perdirent à domicile sur le score de 2-0 lors de leur dernier match face à Kilmarnock, ce qui signifiait que Kilmarnock avait gagné le championnat à la moyenne de buts, 1,88 à 1,84. Si le premier critère de départage avait été la différence de buts, le Heart of Midlothian aurait gagné son cinquième titre (+41 à +29).
En 1986, le même club subit une défaite 2-0 à Dundee la dernière journée de la saison, ce qui permit au Celtic de gagner à la différence de buts. Si le premier critère de départage avait été la moyenne de buts, les Hearts auraient gagné le championnat. En raison de ces deux défaites et à cause de règles différentes contraires, les Hearts n'ont jamais remporté le championnat depuis 1960.

### Championnat de France, 1962
Avant la dernière journée, le classement est le suivant :
| Rang | Équipe         | Pts | J  | G  | N | P  | Bp | Bc | GA    |
| ---- | -------------- | --- | -- | -- | - | -- | -- | -- | ----- |
| 1    | RC Paris       | 46  | 37 | 20 | 6 | 11 | 84 | 62 | 1,355 |
| 2    | Stade de Reims | 46  | 37 | 20 | 6 | 11 | 78 | 59 | 1,322 |

À égalité de points, le Stade de Reims dépasse le RC Paris sur la dernière journée grâce à sa victoire 5-1 contre Strasbourg faisant passer sa moyenne de but de 1,322 à 1,383 tandis que le RC Paris ne gagne que 2-1 à Monaco, faisant passer sa moyenne de 1,355 à 1,365.
À l'issue de cette journée le classement devient donc le suivant :
| Rang | Équipe         | Pts | J  | G  | N | P  | Bp | Bc | GA    |
| ---- | -------------- | --- | -- | -- | - | -- | -- | -- | ----- |
| 1    | Stade de Reims | 48  | 38 | 21 | 6 | 11 | 83 | 60 | 1,383 |
| 2    | RC Paris       | 48  | 38 | 21 | 6 | 11 | 86 | 63 | 1,365 |

Avec la règle de la différence de buts sans critère de nombre de buts, les deux équipes seraient restées à égalité (+23). La prise en compte de la meilleure attaque ensuite aurait donné le titre au RC Paris.
Cet épisode sonnera le glas de la moyenne de buts en France.

### Championnat de France de Ligue 2 2015-2016
Avant la dernière journée, le classement pour la montée était le suivant :
| Rang | Équipe   | Pts | J  | G  | N | P  | Bp | Bc | GA    |
| ---- | -------- | --- | -- | -- | - | -- | -- | -- | ----- |
| 3    | FC Metz  | 65  | 37 | 19 | 8 | 10 | 54 | 38 | 1,421 |
| 4    | Le Havre | 62  | 37 | 18 | 8 | 11 | 47 | 37 | 1,27  |

Lors de la dernière le FC Metz, à qui un nul suffisait, perd à Lens 0-1 tandis que Le Havre écrase Bourg-Peronnas 5-0. À égalité de points et de différence de but, le FC Metz conserve finalement la première place grâce au nombre de buts marqués, 54 contre 52. Si le goal average avait encore été employé, Le Havre aurait coiffé Metz sur le fil.
À l'issue de la dernière journée le classement final devient donc le suivant :
| Rang | Équipe   | Pts | J  | G  | N | P  | Bp | Bc | GA    |
| ---- | -------- | --- | -- | -- | - | -- | -- | -- | ----- |
| 3    | FC Metz  | 65  | 38 | 19 | 8 | 11 | 54 | 39 | 1,385 |
| 4    | Le Havre | 65  | 38 | 19 | 8 | 11 | 52 | 37 | 1,405 |